# 보츠마스터
보츠마스터는 AB 프로덕션이 제작한 TV 애니메이션 시리즈이다. 총 40개의 에피소드가 만들어졌으며, 각 에피소드에는 특별한 3D 구성요소와 부제가 있다.
대한민국에서는 1996년에 MBC에서 방영되었다.

## 등장인물
- 지브 줄란더
- 블리치 줄란더
- 레위스 페러딤
- 히스 박사
- 프렌지 여사
- 로니 창
- 앨리시아
- 반도 장군

## 한국판 성우진 (MBC)
- 황일청
- 홍시호
- 기경옥
- 황미영
- 이선호
- 김강산
- 김영훈
- 이종혁
- 손원일
- 김정신
- 김윤정
- 안종덕
- 안장혁
- 장성호
- 김영선
- 윤성혜

## 주제가
- 오프닝과 엔딩: 보츠마스터 주제가